# Горан Ракић
Горан Ракић (1971, Косовска Митровица) српски је политичар. Од 22. марта 2021. до подношења оставке 5. новембра 2022. године обављао је функцију министра за заједнице и повратак Републике Косово. Пре тога, био је потпредседник Владе и министар администрације и локалне самоуправе. Бивши је председник општине Северна Косовска Митровица, и бивши председник Српске листе.

## Детињство и младост
Рођен је 1971. године у Косовској Митровици, у тадашњој Социјалистичкој Републици Србији. Дипломирао је на Економском факултету Универзитета у Приштини. Радио је као директор ЈКП „Стандард” Косовска Митровица, а пре тога у Ватрогасној станици у Косовској Митровици.

## Политичка каријера
Од 2014. до 2020. вршио је функцију председника општине Северна Косовска Митровица. На локалним изборима 2017. освојио је свој други четверогодишњи мандат. Исте године постао је председник Српске листе, која има моћ у свих десет општина са српском већином, као и свих десет мандата у Скупштини Републике Косово намењених Србима. Такође је председник општинског одбора Српске напредне странке у Северној Косовској Митровици.
У јануару 2019. рекао је да Срби никада неће дозволити поновно уједињење Северне и Јужне Косовске Митровице, јер би то било покриће за етничко чишћење Срба.
Дана 3. јуна 2020. преузео је функцију потпредседника Републике Косово и министра администрације и локалне управе у влади Авдулаха Хотија.
У јулу 2020. Српска листа изазвала је контроверзу код Албанаца најавом да ће подржати мере против ковида 19 проглашених од стране Владе Републике Србије, обећавши локално спровођење тих мера на Косову и Метохији. Такође су обећали да ће током дијалога између представника привремених институција самоуправе и Србије подржати Александра Вучића у његовој борби за Косово и Метохију. Убрзо након тога, парламентарна резолуција коју је покренула тадашња председница Скупштине Вјоса Османи, у којој се осуђује изјава Српске листе, није успела да буде изгласана.
Агенција за борбу против корупције започела је 27. јула 2020. истрагу против Ракића и других високих српских званичника на Косову и Метохији због сумње да су прекршили закон јер нису пријавили своју имовину и приходе поменутој агенцији.
Дана 22. марта 2021. преузео је дужност министра за заједнице и повратак у другој влади Аљбина Куртија. Оставку на ову функцију поднео је 5. новембра 2022. године.

## Приватни живот
Ожењен је и има двоје деце.